# Manuel Herrera y Obes

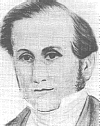
Manuel Herrera y Obes

Manuel Herrera y Obes (*  1806; † 1890) war ein uruguayischer Politiker und Diplomat.

## Leben
Mehrfach war Herrera y Obes, der der Partido Colorado angehörte, Außenminister von Uruguay.
Seine erste Amtszeit übte er dabei während des Guerra Grande in der sogenannten Gobierno de la Defensa, der Verteidigungsregierung, vom 11. August 1847 bis zum 16. Februar 1852 aus.
In der Folgezeit übernahm er dann zwischen 1855 und 1886 in sechs weiteren Intervallen die Führung des Außenministeriums.
Dies waren die folgenden Zeiträume:
- 31. August 1855 – 12. September 1855
- 31. August 1868 – 12. September 1868
- 30. September 1870 – 28. September 1872
- 8. März 1882 – 11. Oktober 1882
- 12. Dezember 1882 – 1. März 1886
- 28. Mai 1886 – 30. Oktober 1886

Zudem hatte Herrera y Obes von 1850 bis 1852 und von 1854 bis 1859 die Position des Rektors der Universidad de la República inne.